# Sauteurs
Sauteurs es un pequeño pueblo pesquero ubicado en la costa norte de la isla de Granada, una de las Antillas Menores. Pertenece a la parroquia de Saint Patrick, tiene 1300 habitantes, es la sexta población del país en orden de importancia y la ciudad más poblada del norte de la isla.

## Etimología
Sauters (francés: "saltadores") recibió su nombre de un episodio histórico acaecido en 1651: los últimos nativos de etnia Caribe prefirieron saltar de un acantilado de 40 metros para encontrar la muerte entre las aguas, antes que enfrentar la esclavitud a la que querían someterlos los conquistadores franceses. Ese promontorio se conoce hoy como "El Salto del Caribe".

## Historia
En 1664, los frailes dominicos erigieron un templo en una gruta y plantaron un bosque en memoria de las almas de aquellos valientes aborígenes, homenajes que subsisten hasta hoy.
En 1721 se construyó la iglesia católica de San Patricio, pero en 1784 el gobernador británico se la entregó a la iglesia anglicana. El edificio fue destruido en un incendio y hoy se halla en su lugar la estación de policía. La iglesia católica fue reconstruida en 1840 en otra ubicación y subsiste hasta hoy.

## Observatorio vulcanológico
En Sauteurs se halla localizado un observatorio sismológico y vulcanológico dependiente de la Unidad de Observación Sismológica de la Universidad de las Indias Occidentales, con apoyo del United States Geological Survey. 
El observatorio está dedicado al monitoreo y a la vigilancia del volcán activo sumergido Kick-´Em-Jenny, ubicado a solo 8 km de Sauteurs, que forma parte del arco volcánico de las Antillas Menores y que ha producido 12 erupciones desde 1939.
Si bien Kick-´Em-Jenny no parece representar un peligro inmediato por la poca potencia de sus erupciones y su escasa posibilidad de producir tsunamis, se lo mantiene bajo constante observación y en nivel de alerta amarillo.